# Qəbələ (Rayon)
Qəbələ ist ein Rayon in Aserbaidschan. Die Hauptstadt des Bezirks ist die Stadt Qəbələ.

## Geografie

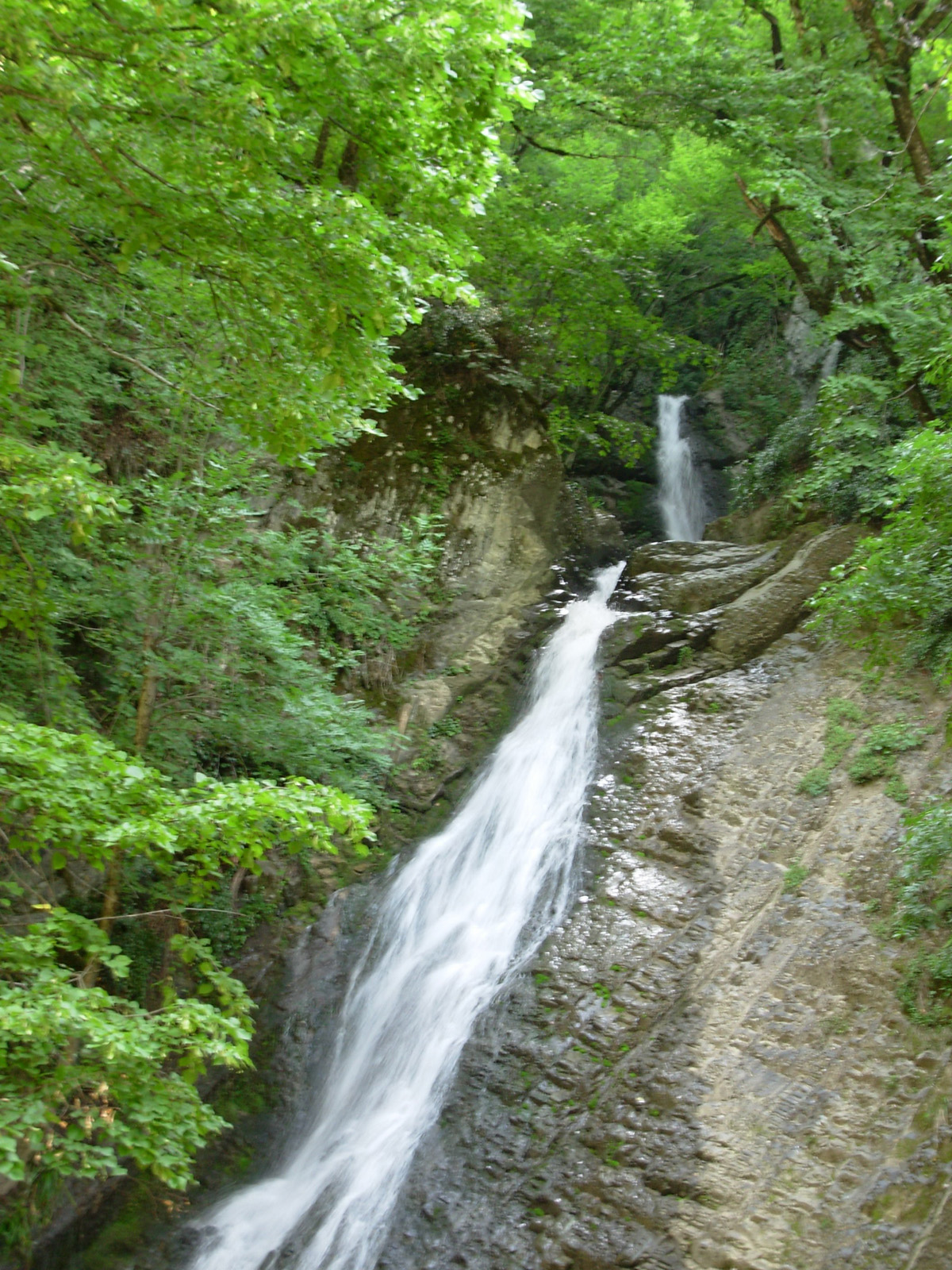
Wasserfall im Bezirk Qəbələ

Der Bezirk hat eine Fläche von 1548 km². Die Landschaft gehört zum Großen Kaukasus und grenzt im Norden an die Russische Föderation. Ein großer Teil des Bezirks ist bewaldet. Durch den Rayon fließen die Flüsse Garachay und Gochalanchay.

## Bevölkerung
Im Rayon leben 108.700 Einwohner (Stand: 2021). 2009 betrug die Einwohnerzahl 93.800. Diese verteilen sich auf 62 Siedlungen.

## Wirtschaft
Der Bezirk ist landwirtschaftlich geprägt. Es werden vor allem Schafe und Seidenraupen gezüchtet sowie Getreide, Tabak, Wein, Nüsse und Äpfel angebaut. Außerdem gibt es eine lebensmittelverarbeitende Industrie, wie Keltereien sowie tabakverarbeitende Betriebe.

## Archäologische Fundstätten

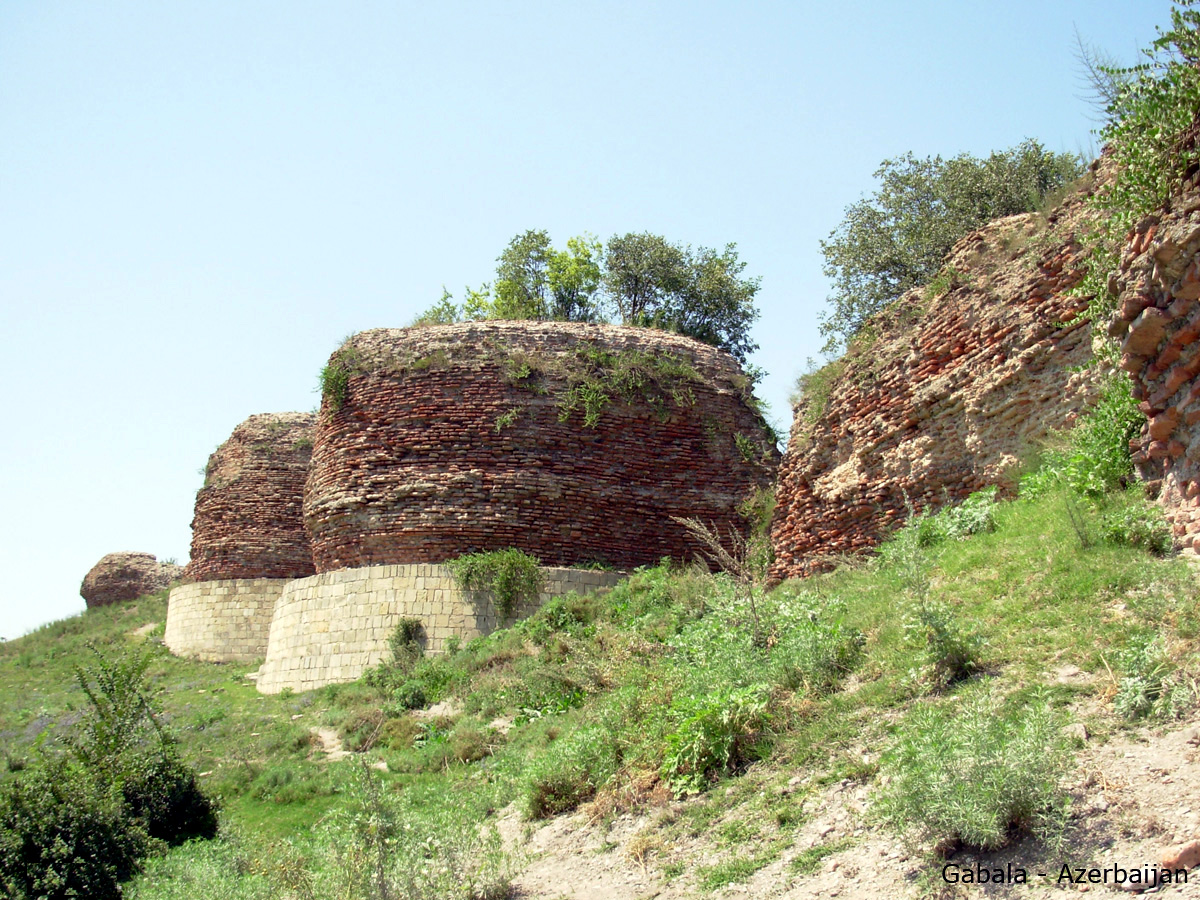
Ruinen der Stadt Chukur Gabala

Im Bezirk gibt es eine Reihe von Grabstätten, Mausoleen und alter Friedhöfe. Außerdem liegen im Rayon die Ruinen der Stadt Chukur Gabala aus dem 4. Jahrhundert v. Chr. Die Stadt wurde 1959 entdeckt und war vermutlich eine Hauptstadt des Staates Albania. In der Nähe, bei Boyuk Amili, stehen Reste einer albanischen Kirche.